# Панасюк Максим Ігорович
Макси́м І́горович Панасю́к (1993—2022) — український військовослужбовець, учасник російсько-української війни.

## Життєпис
Народився 1 квітня 1993 року в місті Жашків; закінчив жашківську школу № 5, по тому — ДНЗ «Жашківський АТПЛ», займався спортом.
У 2016 році вперше проходив військову службу за контрактом у ЗСУ. У 2016—2019 р. 11 грудня 2018 року отримав нагороду за участь в боях " СВІТЛОДАРСЬКА ДУГА" . Брав участь в АТО/ООС. У 2019—2020 р. працював у Жашківському районному військовому комісаріаті. 29 жовтня 2021 року був знову прийнятий за контрактом на військову службу.
1 червня 2022 року загинув внаслідок бойового зіткнення з противником у районі населеного пункту Миколаївка.
Без Максима лишились батьки, дружина, донька та сестра.

## Нагороди
- Орден «За мужність» III ступеня[2].
- Медаль за участь в боях «Світлодарська Дуга».